# Era Extraña
Era extraña es el segundo álbum del artista de pop electrónico Alan Palomo como parte de la banda Neon Indian. Fue lanzado el 13 de septiembre de 2011, por  Mom + Pop Music en los Estados Unidos, Transgressive Records en Europa, Columbia Music / Big Nothing en Japón, y Frenzy Pop / Inertia en Australia
En una entrevista de Pitchfork el 12 de septiembre de 2011, Palomo dijo que él vivió en Helsinki, Finland durante cuatro semanas, mientras grababa el álbum.

## Lista de canciones
| N.º   | Título                          | Duración |  |
| 1.    | «Heart: Attack»                 | 0:59     |  |
| 2.    | «Polish Girl»                   | 4:26     |  |
| 3.    | «The Blindside Kiss»            | 3:35     |  |
| 4.    | «Hex Girlfriend»                | 3:18     |  |
| 5.    | «Heart: Decay»                  | 1:46     |  |
| 6.    | «Fallout»                       | 3:34     |  |
| 7.    | «Era Extraña»                   | 2:59     |  |
| 8.    | «Halogen (I Could Be A Shadow)» | 4:37     |  |
| 9.    | «Future Sick»                   | 4:49     |  |
| 10.   | «Suns Irrupt»                   | 5:30     |  |
| 11.   | «Heart: Release»                | 2:07     |  |
| 12.   | «Arcade Blues»                  | 4:47     |  |
| 42:27 |                                 |          |  |

Bouns Track, (Sólo en Japón)

| N.º | Título                 | Duración |  |
| 13. | «Eras Ending Above Us» | 4:48     |  |

## Recepción
El álbum recibió críticas positivas de expertos en la música. Metacritic, que asigna una calificación en una escala de 100 reseñas de la crítica, le dio al álbum recibió una puntuación en promedio de 76, basándose en 27 comentarios, indicando que "por lo general las críticas son favorables".
Stereogum ubicó al álbum en el número 16 de su lista de los "50 mejores álbumes de 2011"